# Joos de Momper
Pour les articles homonymes, voir Momper et Famille De Momper.
Joos de Momper le Jeune, ou Joos II de Momper, ou encore Jodocus de Momper, né en 1564 à Anvers, où il meurt le 5 février 1635, est un artiste peintre flamand de paysages.

## Biographie
Son père, son grand-père et son arrière-grand-père étaient peintres, collectionneurs et marchands d'art. Il commence sa formation auprès de son père Bartholomeus de Momper l'Ancien (en), dont il est apprenti.
Reçu franc maître de la Guilde de Saint-Luc d'Anvers en 1581, il voyage en Suisse et en Italie.
Le 4 septembre 1590, il épouse Elisabeth Godijn. Le couple a dix enfants dont Philippe de Momper, qui devient peintre.
De Momper meurt à Anvers le 5 février 1635. Il laisse d'importantes dettes et ses biens sont vendus par ses créanciers.

## Œuvre

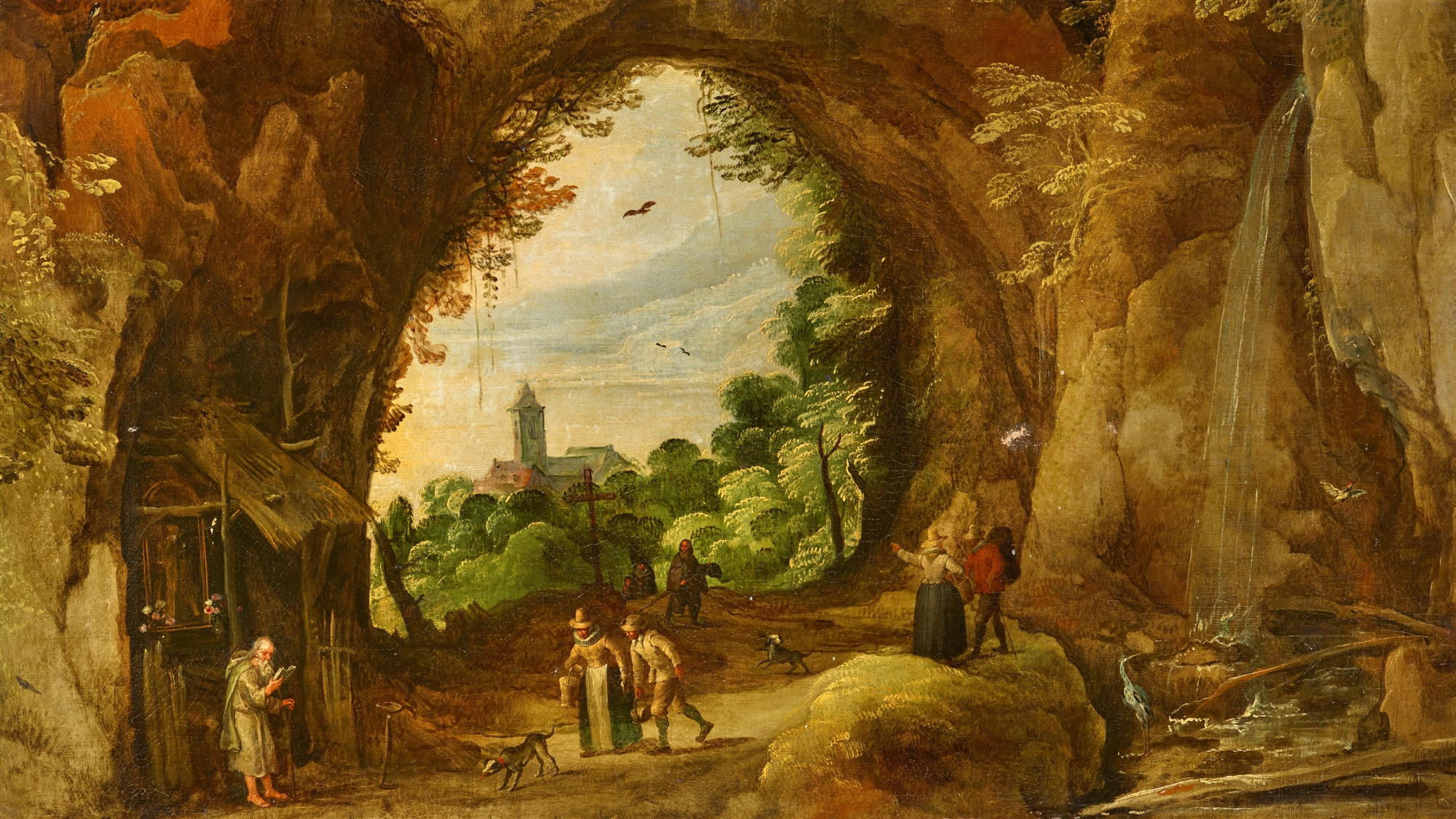
Paysage de grotte avec un ermitage, c. 1625, avec Jan Brueghel le Jeune

Joos de Momper a systématisé un procédé déjà ancien et quelque peu désuet à son époque, la perspective aérienne, pour en tirer un style qui devient caractéristique de sa manière : le premier plan dans les teintes rouge-brun s'estompe graduellement vers l'arrière plan gris-bleu grâce à la transition offerte par les teintes vert-jaune au centre du tableau. Ses premiers paysages adoptent une perspective élevée, mais plus tard il préfère une perspective plus basse. Il a également collaboré en décoration avec d'autres peintres, notamment Rubens, Hendrick van Balen et Jan Brueghel l'Ancien. Un compte datant de 1595 indique que Momper a dessiné des cartons pour la manufacture des Gobelins. Enfin, certains de ses tableaux représentent des paysages anthropomorphiques qui appliquent le principe des têtes composites d'Arcimboldo au paysage.

### Œuvres dans les collections publiques
Joos de Momper, qui annonce déjà le romantisme[réf. nécessaire], est présent dans de nombreux musées européens : le musée des Beaux-Arts de Bordeaux, le musée Herzog Anton Ulrich de Brunswick, l'Alte Pinakothek de Munich, le musée de Hambourg, le musée des Beaux-Arts et d'Archéologie de Châlons-en-Champagne et le musée de Leipzig (Museum der bildenden Künste).
Les pays, villes et noms d'institutions sont classés par ordre alphabétique, les œuvres par date.

#### Allemagne
- Bonn, Rheinisches Landesmuseum : Paysage avec grotte (vers 1600), huile sur bois, 0,612 × 0,93.
- Brunswick (Basse-Saxe),musée Herzog Anton Ulrich : Les Quatre Saisons (1612-1620 ?).
- Munich, Alte Pinakothek : Paysage avec vue panoramique, avec l'atelier de Jan Brueghel (1610-1615), huile sur chêne, 72 × 104 cm[3].

#### Belgique
- Musée royal des Beaux-Arts d'Anvers : L'Hélicon ou la visite de Minerve aux Muses avec H. van Bahen, huile sur bois, 160 × 107 cm[4].

#### Espagne
- Musée du Prado :
  - L'Infante Isabelle-Claire-Eugénie dans le parc de Mariemont, huile sur toile, 176 × 236 cm[5] ;
  - Excursion à la campagne de l'infante Isabelle-Claire-Eugénie, huile sur toile, 176 × 238 cm[6].

#### France
- Musée des Beaux-Arts de Bordeaux : Paysage de montagne[7], huile sur bois, 45,5 × 74 cm.
- Musée des Beaux-Arts de Cambrai : La baie de Naples, avec Paul Brill, huile sur bois, 62,5 × 104,5 cm[8].
- Musée des Beaux-Arts et d'Archéologie de Châlons-en-Champagne : Paysage de neige et quatre autres tableaux.
- Paris, musée du Louvre :
  - Ermitage de moines dans une grotte (1600-1610), huile sur toile, 46 × 75 cm[9] ;
  - Paysage de montagne avec un pont et quatre cavaliers, 135 × 156 cm[10].
- Châteaux de Versailles et de Trianon : Mercure endormant le berger Argus afin de délivrer la nymphe Io métamorphosée en vache, huile sur toile, 104 × 137,5 cm[11].
- Musée Hébert : Paysage, huile sur bois, 101,5 x 151 cm.

#### Pays-Bas
- Amsterdam, Rijksmuseum : Paysage fluvial avec une chasse au sanglier (vers 1610), huile sur bois, 121 × 196 cm[12].

#### Suède
- Nationalmuseum, Stockholm : Paysage avec la chute d'Icare, années 1620, huile sur toile, 154 × 173 cm.

#### Œuvre sans lieu documenté
- Le Départ du berger.

## Galerie

Paysage rocheux avec une cascade, c. 1610, musée de l'Ermitage, Saint-Pétersbourg.
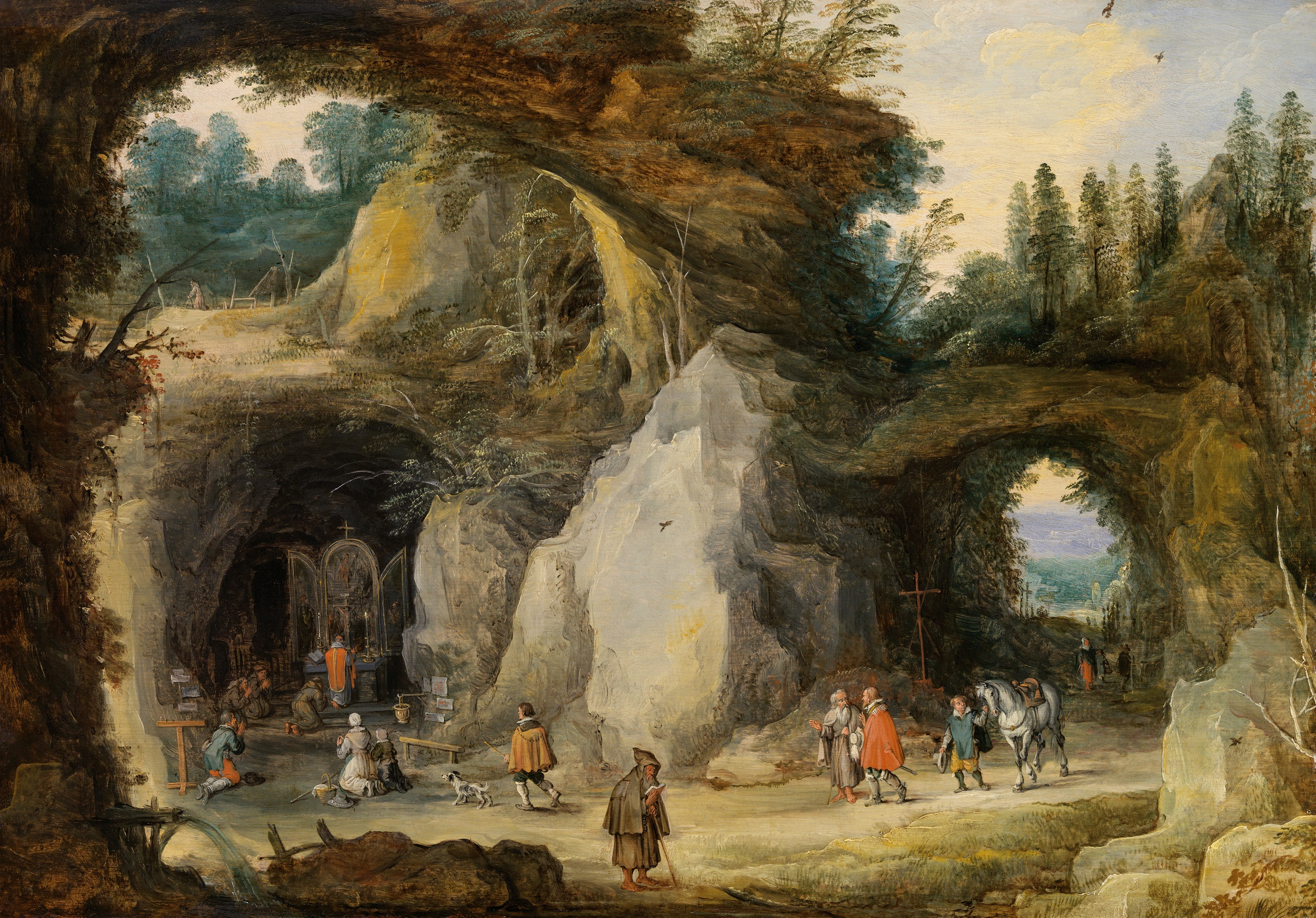
Paysage de montagne avec des pèlerins dans une chapelle de la grotte, c. 1616, musée Liechtenstein, Vienne.
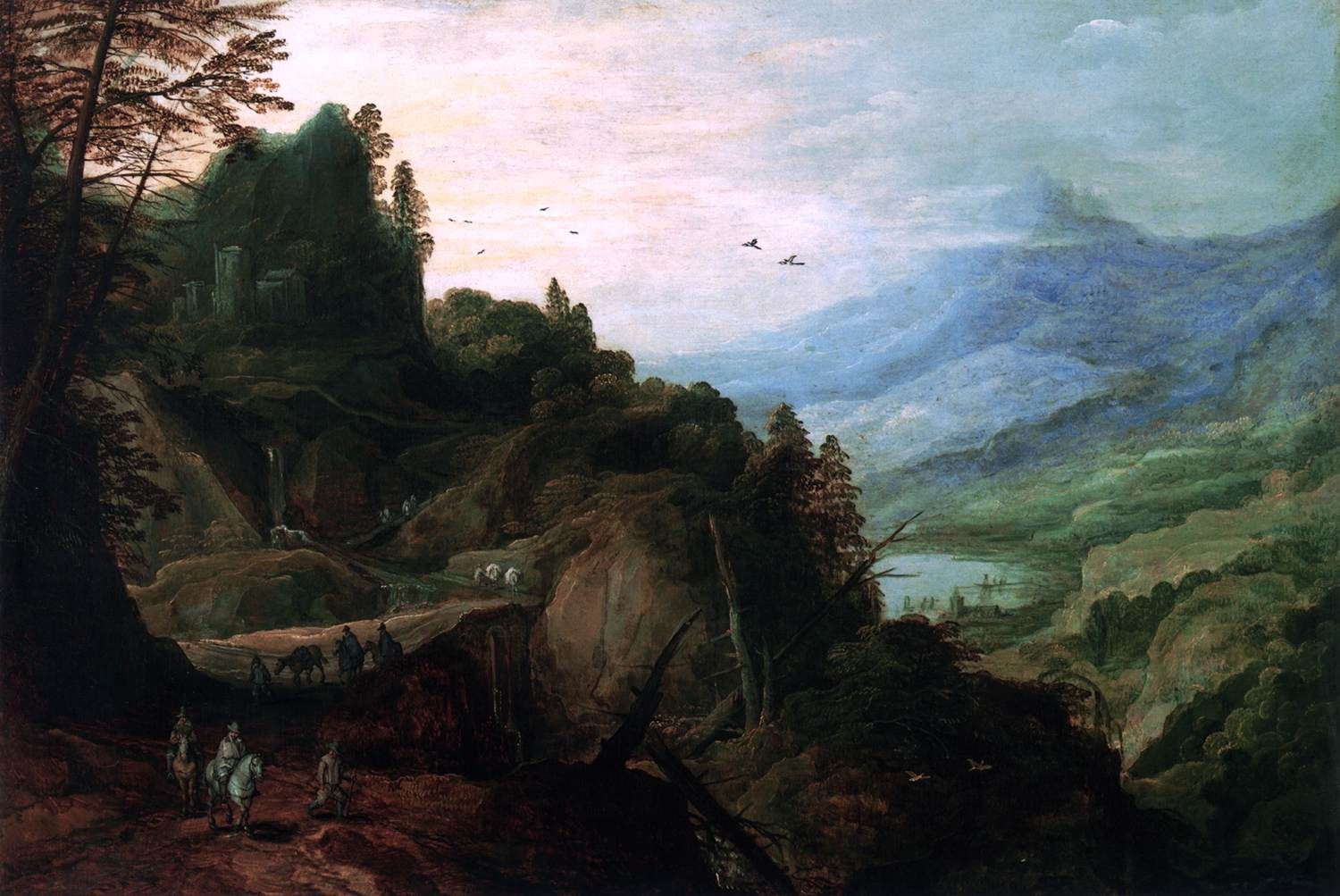
Landscape with a Mountain Pass, c. 1620, musée Liechtenstein, Vienne.
Paysage avec la chute d'Icare, années 1620, Nationalmuseum, Stockholm.
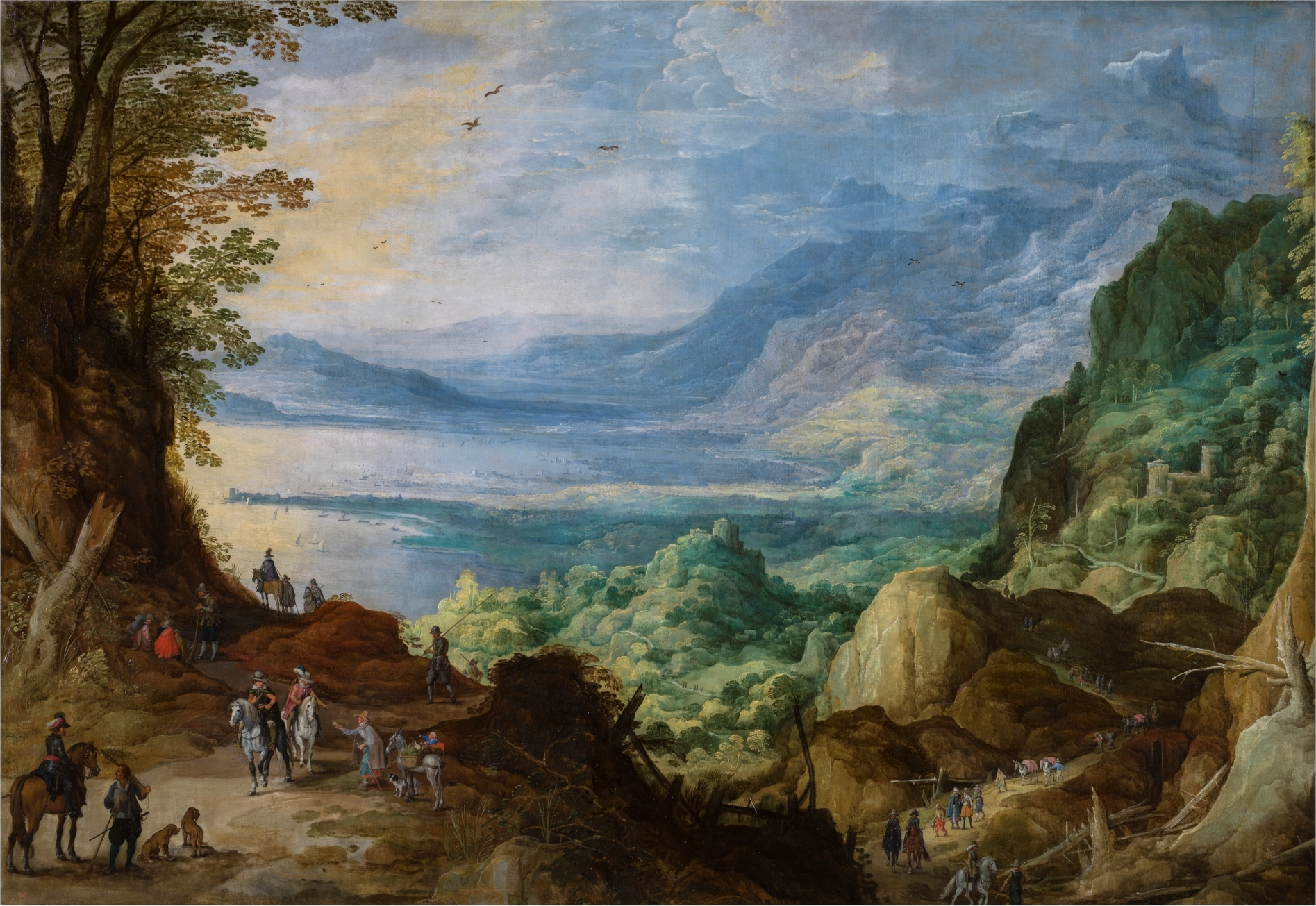
Paysage avec mer et montagnes, c. 1623, musée du Prado, Madrid
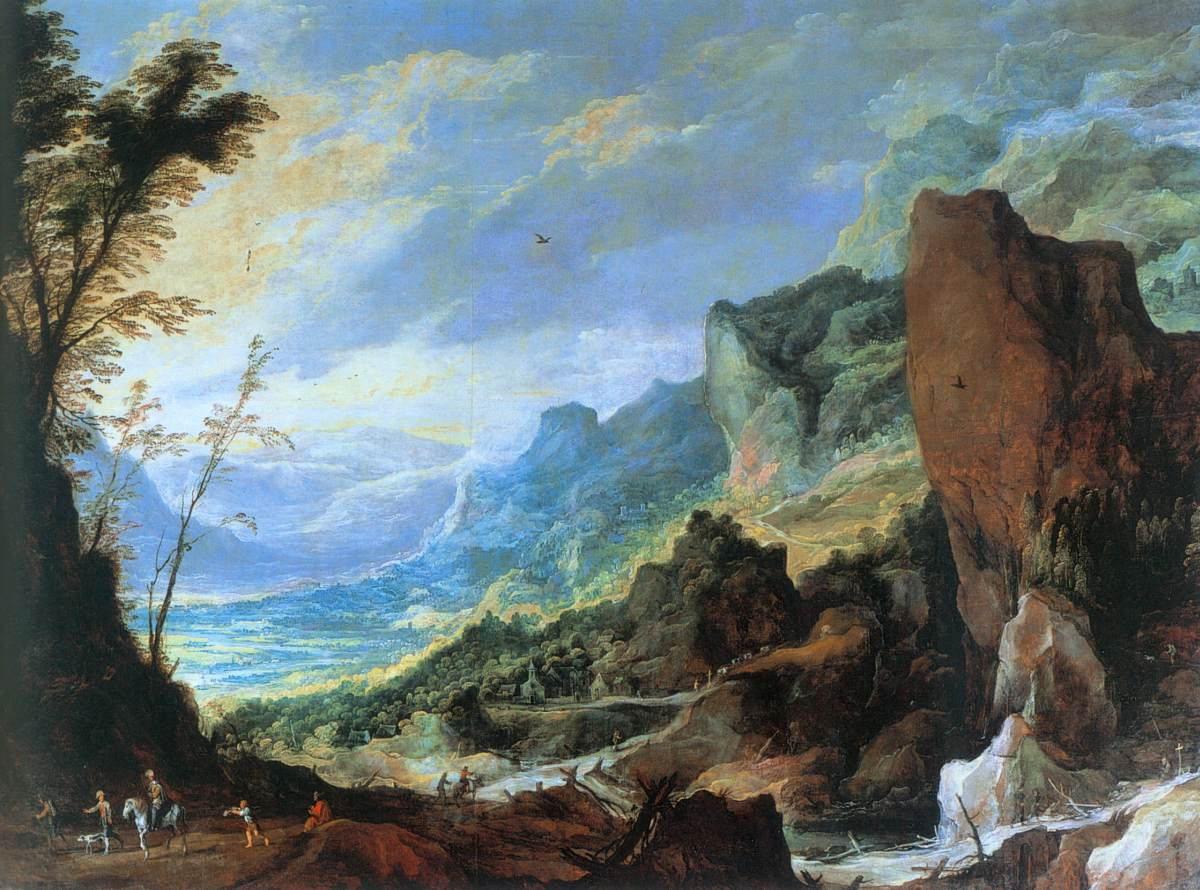
Paysage de montagne, c. 1625, musée d'Histoire de l'art de Vienne, Vienne.
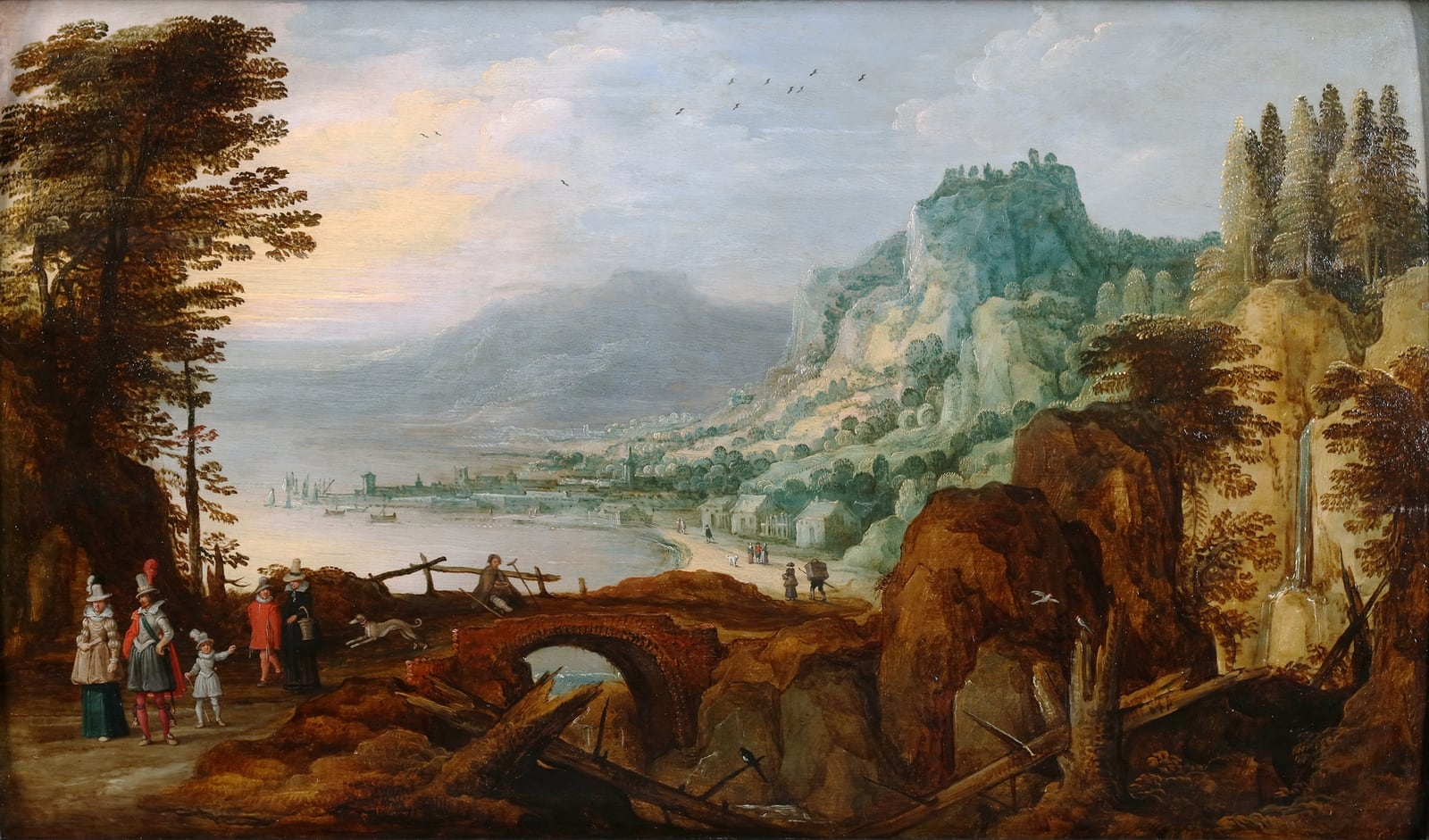
Paysage étendu avec figures nobles, collaboration entre Joos de Momper & Sébastien Vrancx.
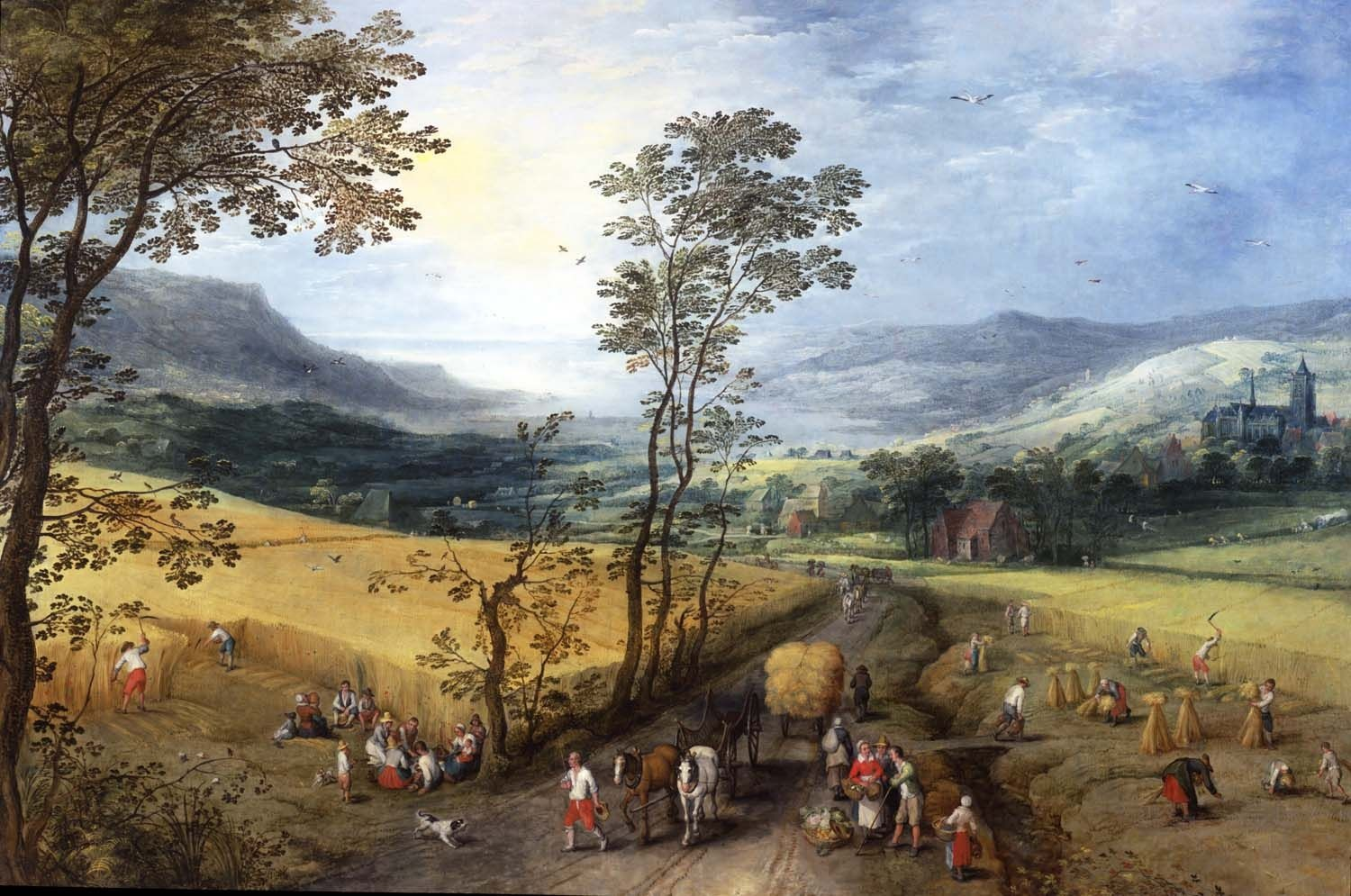
Paysage d'été avec des moissonneuses, Musée d'Art de Toledo, Toledo (Ohio).
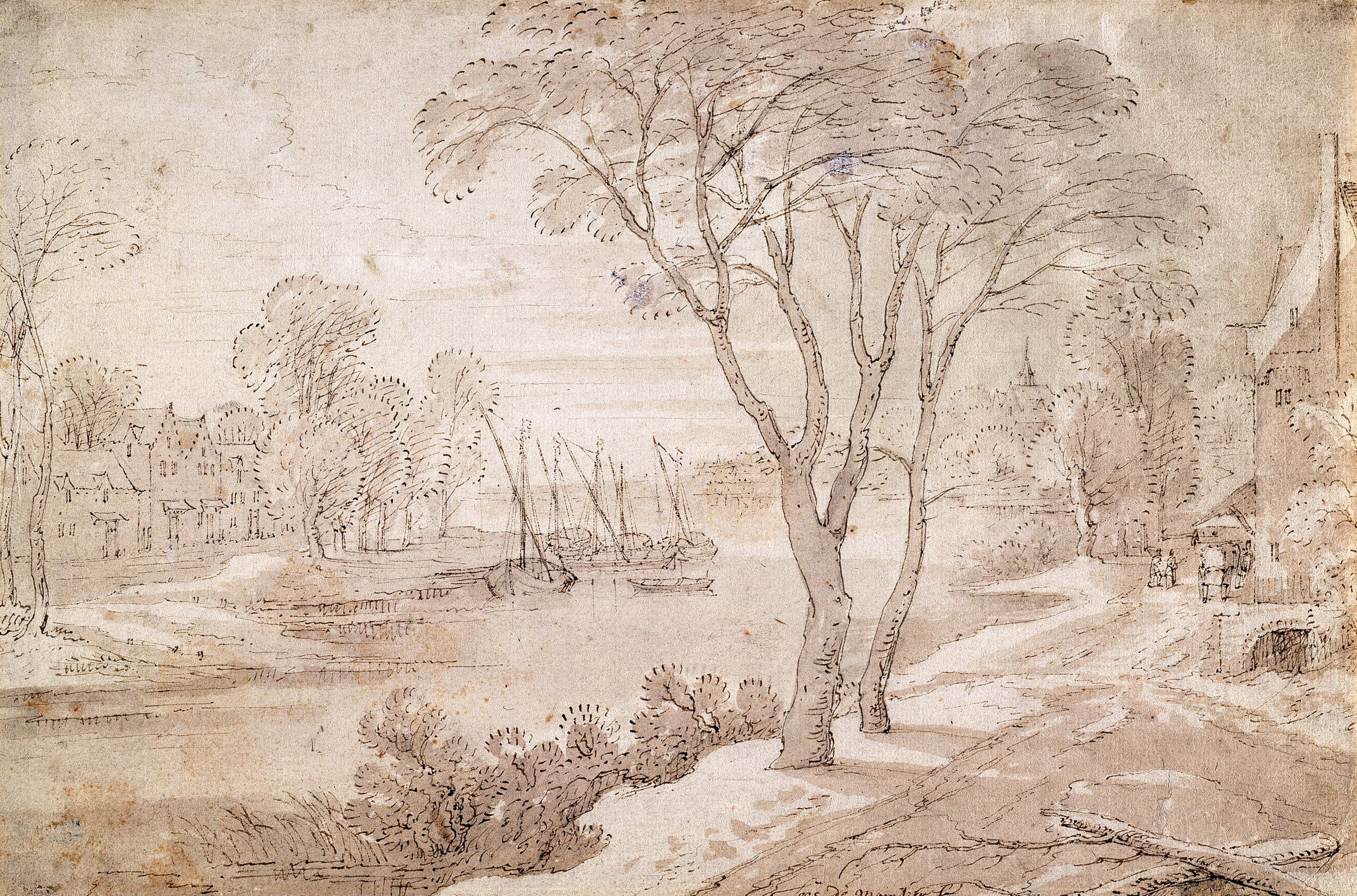
Paysage de rivière, , musée des Beaux-Arts de Gand.